# Луцевич, Терентий
Тере́нтий Луце́вич (имя при рождении Вобга Тьенчен; род. 19 апреля 1991, Дуала) — белорусский футболист, защитник клуба «Славия-Мозырь».

## Биография
Луцевич — сын камерунца и белоруски. Когда ему было шесть месяцев, отец футболиста умер и мать перевезла его в Беларусь, где он прожил под воспитанием бабушки Анастасии Луцевич. Мать вернулась назад в Камерун. С шести лет увлекался футболом, и в семь лет бабушка привела его в футбольную секцию СДЮШОР «Смена» в Минске. Успешно учился на экономиста в БГУ.
В начале 2013 года сменил паспорт, где указал духовное имя при крещении в православной церкви Терентий, а новую фамилию взял от бабушки.

## Карьера
Луцевич начал свою карьеру футболиста в 2008 году в третьем дивизионе белорусского чемпионата в составе клуба «Минск-2», на следующий сезон перешёл в ФК «Минск», где тоже сыграл всего один сезон. В 2010 уже защищал цвета минского «Динамо», играл преимущественно в дублирующем составе. За основной состав дебютировал в плей-офф квалификации Лиги Европы против бельгийского Брюгге. В сезоне 2011 года провел 11 матчей за основной состав. Сезон 2012 года провел в аренде, сначала в футбольном клубе «Гомель», затем в Витебске, за одноимённый клуб. Снова на правах аренды перешёл в «Гомель» в 2013 году. Сначала выходил на замену, однако позже закрепился в качестве основного центрального защитника. По окончании срока аренды вернулся в «Динамо».
В марте 2014 года стал игроком клуба «Берёза-2010», где стал появляться на позиции нападающего. В результате, с 10 голами стал лучшим бомбардиром клуба в сезоне 2014.
В январе 2015 года подписал контракт с микашевичским «Гранитом». Закрепился в основе, выходил на позиции как нападающего, так и защитника. 5 июля 2016 года расторг контракт с «Гранитом» и присоединился к «Торпедо-БелАЗ».
В январе 2017 года находился на просмотре в украинском клубе «Александрия», но не подошёл. Позднее некоторое время тренировался с «Торпедо-БелАЗ», а в феврале перешёл в узбекский клуб «Нефтчи». Летом 2017 года подписал контракт с клубом «Минск», где был основным защитником. В ноябре покинул столичный клуб.
В январе 2018 года тренировался со «Смолевичами», а в феврале отправился на просмотр в тбилисское «Динамо», но безуспешно. В марте подписал полноценный контракт со «Смолевичами».
В январе 2019 года присоединился к клубу «Гомель». Сезон 2019 начинал в стартовом составе, с июля стал выходить на замену. В январе 2020 года покинул команду и вскоре пополнил состав казахстанского клуба «Кызыл-Жар СК». В августе расторг контракт с командой, так и не выйдя на поле, и вскоре вернулся в «Гомель», где стал выходить на замену.
В январе 2021 года покинул гомельский клуб. В апреле стал игроком «Белшины».
В марте 2022 года пополнил состав новополоцкого «Нафтана». Дебютировал за клуб 9 апреля 2022 года в матче против петриковского «Шахтёра». Дебютный гол гол забил 14 мая 2022 года в матче против «Сморгони». Вместе с клубом стал чемпионом Первой Лиги. В феврале 2023 года футболист продлил контракт с новополоцким клубом.
В феврале 2024 года футболист перешёл в «Сморгонь». В сезоне-2024 выступал как в атаке, так и в центре обороны, разделил звание лучшего в команде по системе «гол+пас» с Кириллом Леоновичем. В 25 матчах Луцевич оформил 6+4.
9 января 2025 года стал игроком мозырской "Славии", которая стала для футболиста 12-м клубом на белорусском этапе карьеры.

### В сборной
В 2011 году дебютировал в составе молодёжной сборной Беларуси в товарищеском матче против сборной Туркменистана, забив единственный гол в этом матче.

## Достижения
«Нафтан»
- Победитель Первой Лиги: 2022